# Андропомп
Андропомп (дав.-гр. Ἀνδρόπομπος) — персонаж давньогрецької міфології, цар Пілоса і Мессенії.

## Життєпис
Відповідно до різних міфів та згадок давньогрецьких авторів був сином або братом чи онуком Бора, царя Мессении. Андропомп одружений з Геніохою, донькою Арменія, родича Адмета, царя Фер. Панував разом із своїм родичем Пісістратом.
Згідно з Павсанієм підтримав Афіни у війні з Фівами. Під час герцю фіванським з царем Ксанфом позаду останнього з'явився Діоніс в чорній цапиній шкурі, і тоді Андропомп дорікнув ворогові, що той не один. Ксанф обернувся і тут же був убитий. Відповідно до Поліена ці події стосуються вже часу панування його сина Меланта.
Згідно зі Страбоном, Андропомп вважався засновником міста Лебедос в Іонії. Ці події співзвучні з легендами, згідно з якими Андропомп протистояв дорійцям на чолі із Аристомахом (Гераклідом). Тому можливо він вимушений був тікати до Іонії. Його наступником став син Мелант.

## Інтернет-ресурси
- Thomas Falconer - Chronological tables: beginning with the reign of Solomon, and ending with the death of Alexander the Great. With a prefatory discourse (Google eBook)  1796 [Архівовано 15 травня 2021 у Wayback Machine.] retrieved 08:40 11.10.11